# Ghostlights
A  Ghostlights Tobias Sammet Avantasia rockopera-projektjének 2016. január 29-én megjelent, hetedik stúdióalbuma.
Az album nyitószáma – a kislemezként is megjelent Mystery of a Blood Red Rose  Németország egyik jelöltje volt a 2016-os Eurovíziós Dalfesztiválra. A győztes indulót nyilvános szavazás alapján döntötték el február 25-én.

## Számlista
Az összes dal szerzője Tobias Sammet. 
| 1.    | Mystery of a Blood Red Rose         |                                         | 3:51  |
| 2.    | Let the Storm Descend Upon You      | Jørn Lande, Ronnie Atkins, Robert Mason | 12:09 |
| 3.    | The Haunting                        | Dee Snider                              | 4:42  |
| 4.    | Seduction of Decay                  | Geoff Tate                              | 7:18  |
| 5.    | Ghostlights                         | Michael Kiske, Lande                    | 5:43  |
| 6.    | Draconian Love                      | Herbie Langhans                         | 4:58  |
| 7.    | Master of the Pendulum              | Marco Hietala                           | 5:01  |
| 8.    | Isle of Evermore                    | Sharon den Adel                         | 4:28  |
| 9.    | Babylon Vampyres                    | Mason                                   | 7:09  |
| 10.   | Lucifer                             | Lande                                   | 3:48  |
| 11.   | Unchain the Light                   | Atkins, Kiske                           | 5:03  |
| 12.   | A Restless Heart and Obsidian Skies | Bob Catley                              | 5:53  |
| 13.   | Wake up to the Moon                 | Kiske, Lande, Catley, Atkins, Mason     | 4:43  |
| 74:46 |                                     |                                         |       |